# Друдеов модел
Друдеов модел у физици је историјски први модел за описивање метала. Модел се у потпуности заснива само на класичној физици, без укључивања квантне природе електрона. Модел је начинио Пол Друде 1900. године третирајући електроне као идеални гас.
Друдеов модел добро описује DC и  проводност, Холов ефекат, Франц-Видеманов закон и термалну проводност на собним температурама која потиче од кретања електрона. Модел је потпуно погрешан за рачунање електронског топлотног капацитета. Друдеов модел је послужио као основа Зомерфелдовог модела који у класични Друдеов модел укључује квантномеханичку Ферми-Диракову статистику.

## Постулати Друдеовог модела
Претпоставке на којима се заснива Друдеов модел, тј. Друдеова теорија метала:
- Модел независних електрона, што подразумева да електрони међусобно не интерагују. Преостале интеракције се оне између електрона и јона у чворовима кристалне решетке
- Електрон-јон интеракције су краткодометне, што значи да подразумевамо да електрони са јонима интерагују само при судару и да је та интеракција тренутна
- Једини параметар у моделу је средње време судара τ, које подразумева да ако се у произвољном тренутку почне посматрати електрон у произвољном положају, средње време до првог електрон-јон судара је τ, а то је такође и средње време пре ког се десио претходни судар. У моделу се узима да параметар τ не зависи од положаја, нити од брзине електрона. τ се назива и релаксационо време.
- Једини начин да се електрони термализују, тј. дођу у стање термалне равнотеже са околином је путем судара. Након судара електрон наставља да се креће брзином из Максвел-Болцманове расподеле по брзинама, а његов правац кретања је случајан.

## Особине метала
Друдеов модел је успео да опише неке важне карактеристике метала. Параметар τ је најслабији део модела и величине у којима τ не фигурише, зачуђујуће се добро поклапају са експерименталним резултатима и са предвиђањима унапређенијим моделима од Друдеовог. Средње време судара није добар параметар због тога што се модел заснива на погрешном механизму судара, претпостављајући еластичне сударе електрона са јоном, што се заправо не дешава.

### проводност
Проводност метала у константном и униформном електростатичком пољу Е је:
{\displaystyle \sigma ={\frac {ne^{2}\tau }{m}}}
Пошто су овде познате све величине, и експериментално знамо проводност за различите метале, одавде се може израчунати релаксационо време τ:
{\displaystyle \tau ={\frac {m}{\rho ne^{2}}}}
На собним температурама се добија да је {\displaystyle \tau \approx 10^{-14}-10^{-15}s}. Користећи израз са средњу квадратну брзину, за средњи слободан пут се добија да је {\displaystyle s\approx 10\cdot 10^{-9}-10\cdot 10^{-10}m}. Како је то растојање упоредиво са константом кристалне решетке, иако се данас зна да не долази до еластичних судара електрона о јоне, ова Друдеова претпоставка може се сматрати прихватљивом. Међутим, брзина кретања електрона јако зависи од температуре и резултати који даје Друдеова теорија врло одступају на вишим или нижим температурама.